# 韦尔 (吉伦特省)
韦尔（法語：Vayres，法語發音：[vɛʁ]）是法国吉伦特省的一个市镇，属于利布尔讷区。

## 地理
韦尔（44°53'50"N, 0°18'52"W）面积14.46 平方千米，位于法国新阿基坦大区吉倫特省，该省份为法国西南部沿海省份，是法國本土面积最大的省，北起滨海夏朗德省，西临大西洋，南至朗德省，东南接洛特-加龍省，东临多爾多涅省。
与韦尔接壤的市镇（或旧市镇、城区）包括：伊宗、阿韦尔、贝沙克和卡约、弗龙萨克、圣日耳曼迪皮什、圣米歇尔-德弗龙萨克、圣叙尔皮斯和卡梅拉克。

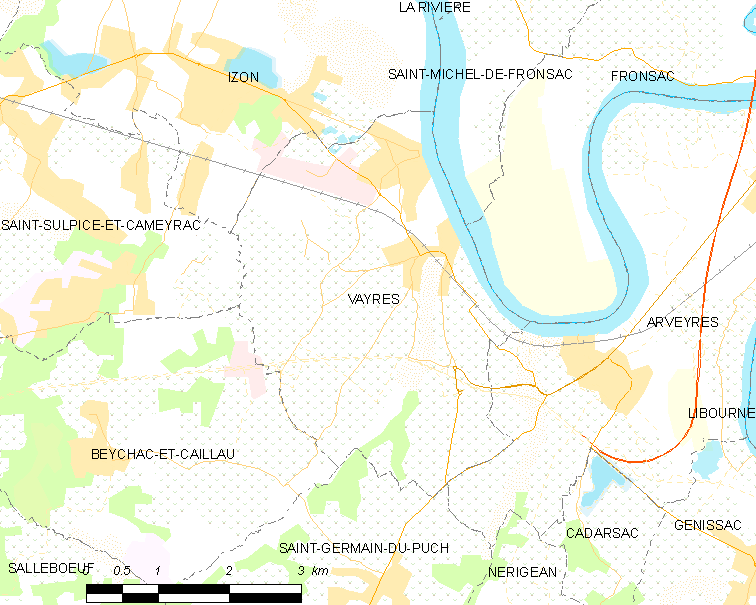
的OSM定位图

韦尔的时区为UTC+01:00、UTC+02:00（夏令时）。

## 行政
韦尔的邮政编码为33870，INSEE市镇编码为33539。

## 政治
韦尔所属的省级选区为勒利布尔奈-弗龙萨代县。

## 人口

1962-2008年间人口变化图示

韦尔于2022年1月1日时的人口数量为4414人。